# Tomteland
För andra betydelser, se Tomteland (olika betydelser).

Tomteland är en temapark om nordisk mytologi och fantasy. Tomteland invigdes den 8 december 1984, omsatte åren 2019-2024 omkring 25 miljoner kronor om året och ligger på Gesundaberget strax söder om Mora i Dalarna. I den 18 hektar stora parken finns åtta olika sagovärldar uppbyggda.

### Fotnoter
1. ↑  ”Försäkrad tomtebolycka”. Skandia. Arkiverad från originalet den 26 mars 2016. https://web.archive.org/web/20160326030035/http://skandiahistoria.se/engagemanget/forsakrad-tomtebolycka/. Läst 7 februari 2015.
2. ↑  Tomtelands bokslut på Allabolag
3. ↑  Pandemin slår hårt mot säsongsarbetare – i år är tomten arbetslös, Dagens Nyheter 2020-12-02, läst 2024-05-29